# Xanionotum tarsale
Xanionotum tarsale är en tvåvingeart som beskrevs av Borgmeier 1968. Xanionotum tarsale ingår i släktet Xanionotum och familjen puckelflugor.
Artens utbredningsområde är Costa Rica. Inga underarter finns listade i Catalogue of Life.